# 안드레우 폰타스
안드레우 폰타스 프라(스페인어: Andreu Fontàs Prat, 1989년 11월 14일 ~) 또는 앤드류 폰타스는 스페인의 축구 선수이다. 2008년에 스페인 U-19 청소년대표, 2009년 스페인 U-20 청소년대표으로 활약했으며 현재 미국 메이저 리그 사커 스포팅 캔자스시티에서 센터백로 뛰고있다.